# Europacupen i fotboll 1984/1985
Europacupen i fotboll 1984/1985 vanns av italienska Juventus då man i finalmatchen besegrade Liverpool med 1–0 i Bryssel den 29 maj 1985.
Matchen och dess resultat kom dock i skuggan av vad som senare skulle betecknas som Heyselkatastrofen. Händelsen som blev upprinnelsen till katastrofen inträffade strax före avspark när engelska supportrar gick till attack mot en italiensk läktarsektion. De italienska fansen flydde, men i trängseln mot en mur, som senare gav vika, klämdes och kvävdes 39 människor till döds. Engelska klubblag stängdes efter utredning av i fem år från europaspel, för Liverpool FC tillkom även ett sjätte år.
Detta avslutade en period av stora framgångar för engelska klubbar i Europacupen, vilken pågått sedan säsongen 1976/1977, och i Europa generellt sedan Tottenham Hotspur vunnit Cupvinnarcupen säsongen 1962/1963.

## Inledande omgångar

### Första omgången
| Lag 1            | Totalt         | Lag 2                 | Möte 1 | Möte 2 |
| Ilves            | 1–6            | Juventus              | 0–4    | 1–2    |
| Grasshopper      | 4–3            | Budapest Honvéd       | 3–1    | 1–2    |
| Vålerenga IF     | 3–5            | Sparta Prag           | 3–3    | 0–2    |
| Labinoti Elbasan | 0–6            | Lyngby BK             | 0–3    | 0–3    |
| Bordeaux         | 3–2            | Athletic Bilbao       | 3–2    | 0–0    |
| Dinamo București | 5–3            | AC Omonia             | 4–1    | 1–2    |
| Levski-Spartak   | 00003–3 (BM)   | Stuttgart             | 1–1    | 2–2    |
| Trabzonspor      | 1–3            | Dnipro Dnipropetrovsk | 1–0    | 0–3    |
| Aberdeen         | 3–3 (4–5 str.) | BFC Dynamo            | 2–1    | 1–2    |
| Austria Wien     | 8–0            | Valletta              | 4–0    | 4–0    |
| Lech Poznań      | 0–5            | Liverpool             | 0–1    | 0–4    |
| Crvena Zvezda    | 3–4            | Benfica               | 3–2    | 0–2    |
| Avenir Beggen    | 00–17          | IFK Göteborg          | 0–8    | 0–9    |
| ÍA               | 2–7            | Beveren               | 2–2    | 0–5    |
| Feyenoord        | 1–2            | Panathinaikos         | 0–0    | 1–2    |
| Linfield         | 00001–1 (BM)   | Shamrock Rovers       | 0–0    | 1–1    |

### Andra omgången
| Lag 1          | Totalt       | Lag 2                 | Möte 1 | Möte 2 |
| Juventus       | 6–2          | Grasshopper           | 2–0    | 4–2    |
| Sparta Prag    | 2–1          | Lyngby BK             | 0–0    | 2–1    |
| Bordeaux       | 2–1          | Dinamo București      | 1–0    | 1–1    |
| Levski-Spartak | 00003–3 (BM) | Dnipro Dnipropetrovsk | 3–1    | 0–2    |
| BFC Dynamo     | 4–5          | Austria Wien          | 3–3    | 1–2    |
| Liverpool      | 3–2          | Benfica               | 3–1    | 0–1    |
| IFK Göteborg   | 00002–2 (BM) | Beveren               | 1–0    | 1–2    |
| Panathinaikos  | 5–4          | Linfield              | 2–1    | 3–3    |

## Slutspel

### Kvartsfinaler
| Lag 1        | Totalt         | Lag 2                 | Möte 1 | Möte 2 |
| Juventus     | 3–1            | Sparta Prag           | 3–0    | 0–1    |
| Bordeaux     | 2–2 (5–3 str.) | Dnipro Dnipropetrovsk | 1–1    | 1–1    |
| Austria Wien | 2–5            | Liverpool             | 1–1    | 1–4    |
| IFK Göteborg | 2–3            | Panathinaikos         | 0–1    | 2–2    |

### Semifinaler
| Lag 1     | Totalt | Lag 2         | Möte 1 | Möte 2 |
| Juventus  | 3–2    | Bordeaux      | 3–0    | 0–2    |
| Liverpool | 5–0    | Panathinaikos | 4–0    | 1–0    |

### Final
Trots att Heyselkatastrofen inträffade på läktarna strax före avspark spelades matchen, men ett par timmar försenad.
|  | 29 maj 1985 | Juventus                    | 1 – 0 | Liverpool | Heyselstadion, Bryssel             |                                    |
|  |             | Michel Platini 56′ (straff) |       |           | Publik: 59 000 Domare: André Daina | Publik: 59 000 Domare: André Daina |
|  |             |                             |       |           | Publik: 59 000 Domare: André Daina | Publik: 59 000 Domare: André Daina |
|  |             |                             |       |           | Publik: 59 000 Domare: André Daina | Publik: 59 000 Domare: André Daina |

| Europacupmästare 1984/85  |
| ------------------------- |
| Juventus FC Första titeln |